# Licențiat în Medicină, Licențiat în Chirurgie
Licențiat în Medicină, Licențiat în Chirurgie, sau în latină  Medicinae Baccalaureus Baccalaureus Chirurgiae  (abreviat în mai multe moduri, de exemplu MBBS, MB ChB, MB BCh, MB BChir (Cantab), BM BCh (Oxon), BMBS), sunt cele două grade profesionale în medicină și chirurgie acordate la absolvirea școlii medicale de universități din țări care urmează tradiția Regatului Unit. Nomenclatorul istoric al diplomelor prevede că acestea sunt două diplome de licență separate; cu toate acestea, în practică, ele sunt de obicei combinate ca una și sunt conferite împreună și pot fi acordate, de asemenea, la școlile medicale de nivel postuniversitar. În țările care urmează tradiția Europei continentale sau sistemul din Statele Unite, echivalentul grad medical este acordat ca Doctor în Medicină (MD) sau Doctor of Osteopathic Medicine (DO)  — aceasta din urmă numai în Statele Unite.